# Francesco Parenti

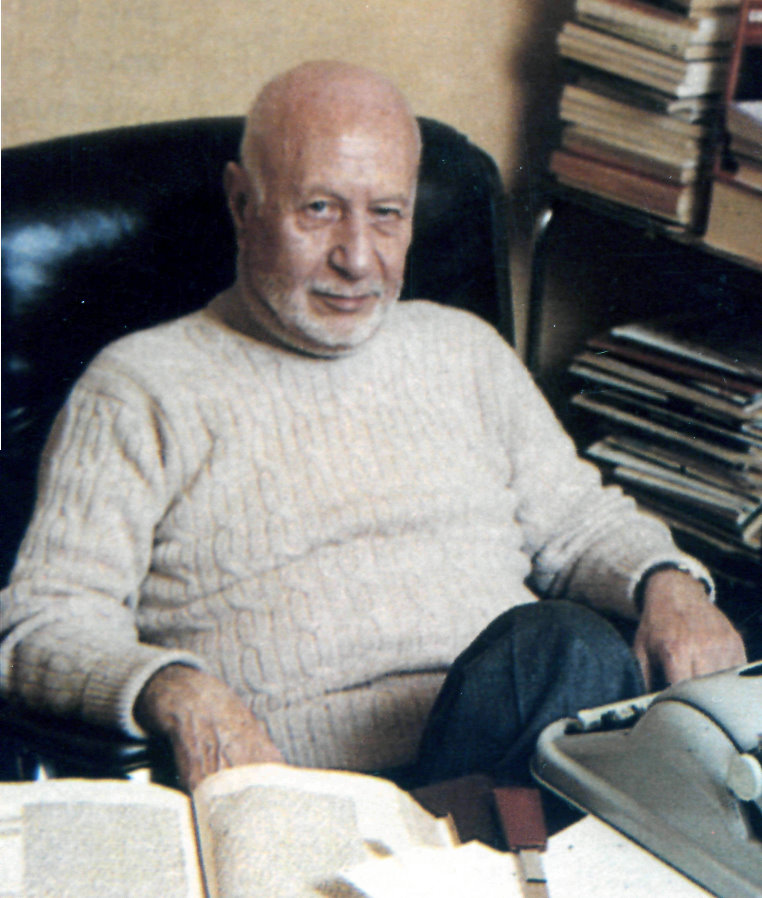
Francesco Parenti

Francesco Parenti (Milano, 8 gennaio 1925 – 1990) è stato uno psichiatra italiano, promotore, con Pier Luigi Pagani, dell'organizzazione e diffusione in Italia della "Psicologia individuale comparata" di Alfred Adler.

## Biografia
Nato a Milano l'8 gennaio 1925; il padre originario di Sesto Fiorentino e la madre di Piacenza si erano conosciuti dieci anni prima in Africa, quando avevano rispettivamente quaranta e ventitré anni. Dopo l'infanzia trascorsa a Milano, la famiglia si trasferisce a Settignano. Parenti compie gli studi liceali a Firenze, ma sceglie di diplomarsi a Milano.
Durante la guerra torna a Firenze dove si iscrive alla Facoltà di medicina, ma la conclusione degli studi avverrà, subito dopo la guerra, presso l'Università di Pavia con una tesi di psichiatria: Le demenze presenili. La residenza a Milano, nella casa natale di piazza Irnerio, e la frequenza alla Facoltà di Medicina di Pavia costringono Parenti a un pendolarismo che sarà occasione di incontro e poi di collaborazione con Pier Luigi Pagani.

## Formazione professionale
L'interesse per gli studi umanistici e sociali si palesa già all'epoca del liceo e nella pratica della medicina, con l'attenzione posta, a conclusione degli studi, per il trattamento della dementia praecox. Il lavoro universitario di Parenti continua sotto la guida del prof. Nicola Latronico, direttore dell'Istituto di Storia della medicina dell'Università di Milano, con le prime pubblicazioni di ricerca sul pensiero medico nel mondo antico in cui si va palesando l'interesse per l'approccio psicologico e psichiatrico. L'attività di ricerca storica continua, negli anni sessanta, con ulteriori approfondimenti, nelle pubblicazioni effettuate con Francesco Fiorenzola ed in queste è ormai evidente l'interesse per la psicologia del profondo.
All'inizio degli anni '60, per accedere alla libera docenza Parenti scrive Dal mito alla psicoanalisi. Storia della psichiatria, con la collaborazione di Pagani. L'interesse per la psiche, che già dai tempi dell'università accomunava i due colleghi, è occasione per l'avvio di un lavoro di ricerca durato tutta la vita. La trasformazione "culturale", che si andava delineando, cominciava a lasciare spazio alle nuove idee sulla psicologia dinamica. La formazione di Parenti passa, quindi, dallo studio, allora obbligatorio, di Freud, a Jung esplorando tutte le teorie che tentavano di spiegare il comportamento umano; ma nessuna si rivela capace di proposte operative, né offre la possibilità di un approccio "pratico" all'uomo.
Adler, seppur conosciuto dal mondo accademico italiano, nell'Italia di allora aveva ancora meno successo degli altri psicanalisti, ma, la scoperta occasionale di "Prassi e teoria della Psicologia Individuale", sembra rispondere ai requisiti richiesti. Le successive letture de Il temperamento nervoso e Conoscenza dell'uomo, attraverso il concetto di Stile di vita e Sé creativo, convincono definitivamente i due colleghi della validità di questa teoria. Comincia allora il lavoro di ricerca ed interpretazione sistematica delle opere di Adler, supportata dalla sua applicazione nella pratica clinica.
Le difficoltà di inserimento nel mondo professionale che incontra, ancor oggi, ogni giovane laureato, spesso ostacolato dal potere dei professionisti più vecchi, induce Parenti a organizzare un sindacato, la "Libera Associazione Medica" e successivamente l'"Associazione Milanese Medici Mutualisti", per trattare questioni sindacali e organizzative con il governo; infine è eletto nel direttivo dell'Ordine dei medici di Milano. L'esperienza delle associazioni sindacali conduce Parenti alla costituzione di un nuovo gruppo: l'"Accademia Ambrosiana Medici Umanisti e Scrittori", rappresentata dalla rivista "L'Elleboro", in cui si definisce il collaudo della coppia Parenti - Pagani quali scrittori ed autori dei successivi numerosi scritti scientifici.
L'incontro e la conseguente proficua collaborazione con Pagani ed il contatto con Kurt Adler, allora presidente della "International Association of Individual Psychology", induce alla progettazione ed organizzazione dell'adlerismo in Italia. Nel 1969, Parenti con Pagani, Mario Mantellini, Vittorio Pagano, Vincenzo Marino e Francesco Fiorenzola, tutti medici appassionati di psicologia del profondo, si associano per costituire la Società Italiana di Psicologia Individuale. L'anno successivo, nel corso dell'XI Congresso internazionale, la S.I.P.I. diviene member-group della I.A.I.P. Nel 1973, con l'aiuto di Pagani, capo redattore, dà avvio alla pubblicazione della "Rivista di Psicologia Individuale", organo di informazione e scambio culturale per tutti gli iscritti alla S.I.P.I., cui seguirà nel 1978, la creazione di una collana parallela, i "Quaderni della Rivista".
La diffusione della teoria adleriana in Italia è il risultato dell'opera capillare di Parenti. La necessità di formazione dei nuovi analisti conduce, prima, alla costituzione di un gruppo di "analisti didatti", designati alla formazione dei nuovi analisti e successivamente, nel 1981, alla fondazione dell'Istituto Alfred Adler di Milano. Molti degli adleriani formati da Parenti operano, oggi, in ambiti diversi della medicina, dalla psicoterapia individuale a quella di gruppo, dalla psichiatria alle neuroscienze, dal counseling alla psicoterapia breve.
Parenti è stato promotore di attività di ricerca e di incontri con colleghi di tutto il mondo fino al 1990 quando, appena conclusosi il XVIII Congresso Internazionale tenuto ad Abano Terme, è morto in un tragico incidente stradale.

## Libri e pubblicazioni
Parenti ha tenuto corsi di formazione, oltre che per gli psicoterapeuti della S.I.P.I. anche per gli operatori sociali come, adlerianamente, definiva coloro che prestavano la loro attività in qualità di insegnanti, medici, psicologi. 
Numerose sono le relazioni ai Congressi Nazionali e Internazionali, gli articoli pubblicati sulla Rivista e nei Quaderni della Rivista.
Tra i volumi:
- Manuale di psicoterapia su base adleriana, Hoepli, Milano 1969
- La psicologia individuale dopo Adler. Teoria generale adleriana. Lineamenti di psichiatria dinamica. Metodologia e ttecniche di analisi, Astrolabio, Roma, 1983 ISBN 88-340-0761-1
- Alfred Adler. L'uomo, il pensiero, l'eredità culturale, Laterza, Bari 1987 ISBN 88-420-2909-2
- Atlante dei complessi, De Agostini, Novara 1989 ISBN 88-402-0366-4
- Alla ricerca del sesso smarrito, De Agostini, Novara 1990 ISBN 88-402-0832-1
- (a cura di, con altri), Alfred Adler, Antologia ragionata, Istituto Alfred Adler di Milano, Raffaello Cortina, Milano 1989
- (con la collaborazione di P.L. Pagani), Adler dopo Adler, Teoria generale adleriana, Lineamenti di psichiatria dinamica, e tecniche d'analisi, dispense a cura dell'Istituto Alfred Adler di Milano 1981
- (con Pagani), Dizionario enciclopedico di puericoltura, Hoepli, Milano 1967 ISBN 88-203-0223-3
- (con Pagani), Manuale per l'esame psicologico del bambino e dell'adolescente, Hoepli, Milano 1971 ISBN 88-203-0453-8
- (con Pagani), Il reattivo del Rorschach nell'età evolutiva, Hoepli, Milano 1976 ISBN 88-203-1039-2
- (con Pagani), Piano di studi per una formazione preliminare teorica, Istituto Alfred Adler di Milano 1982
- (con Pagani), Psichiatria dinamica, Centro Scientifico 1986 ISBN 88-7640-045-1
- (con Pagani), Lo stile di vita. Come imparare a conoscersi, De Agostini, Novara 1987 ISBN 88-402-4586-3
- (con Pagani), Io, Paracelso, Edizioni del Girasole, 1988 ISBN 88-7567-191-5
- (con Pagani),  Capire e vincere la depressione. La «Protesta in grigio» dei nostri giorni, De Agostini, Novara 1988 ISBN 88-402-0021-5
- (con Pagani, T. GIani Gallino, G. Tibaldi e A. Anglesio), La Psicologia Individuale nel cinquantenario della morte di Adler, Istituto Alfred Adler di Milano 1987